# Murray Halberg
Sir Murray Gordon Halberg (Eketahuna, 7 juli 1933 – Auckland, 30 november 2022) was een Nieuw-Zeelandse atleet, die zich had toegelegd op de middellange en lange afstand.

## Biografie
Halberg nam driemaal deel aan de Olympische Spelen en won in 1960 de olympische gouden medaille op de 5000 m.
Tijdens de Gemenebestspelen won Halberg zowel in 1958 als in 1962 de gouden medaille op de drie mijl.
Vanwege zijn olympische gouden medaille werd Halberg tijdens de nieuwjaarslintjesregen van 1961 benoemd tot lid in de Orde van het Britse Rijk.
Halberg werd in 1988 door Elizabeth II benoemd tot Knights Bachelor, vanwege zijn liefdadigheidswerk voor kinderen.

## Titels
- Olympisch kampioen 5000 m - 1960
- Gemenebestkampioen 3 Eng. mijl - 1958, 1962

## Persoonlijke records
| Onderdeel | Prestatie | Datum            | Plaats    |
| --------- | --------- | ---------------- | --------- |
| 1500 m    | 3.38,8    | 5 september 1958 | Oslo      |
| 5000 m    | 13.35,2   | 25 juli 1961     | Stockholm |
| 10.000 m  | 28.33,0   | 17 november 1964 | Auckland  |

## Palmares

### 1500 m
- 1956: 11e OS - 3.45,2

### 3 mijl
- 1958:  Gemenebestspelen - 13.14,96
- 1962:  Gemenebestspelen - 13.34,15

### 5000 m
- 1960:  OS - 13.43,4
- 1964: kwal. OS - 14.12,0

### 10.000 m
- 1960: 5e OS - 28.48,5
- 1964: 7e OS - 29.10,8

1912: Hannes Kolehmainen ·
1920: Joseph Guillemot ·
1924: Paavo Nurmi ·
1928: Ville Ritola ·
1932: Lauri Lehtinen ·
1936: Gunnar Höckert ·
1948: Gaston Reiff ·
1952: Emil Zátopek ·
1956: Vladimir Koets ·
1960: Murray Halberg ·
1964: Bob Schul ·
1968: Mohammed Gammoudi ·
1972: Lasse Virén ·
1976: Lasse Virén ·
1980: Miruts Yifter ·
1984: Saïd Aouita ·
1988: John Ngugi ·
1992: Dieter Baumann ·
1996: Vénuste Niyongabo ·
2000: Millon Wolde ·
2004: Hicham El Guerrouj ·
2008: Kenenisa Bekele ·
2012: Mo Farah ·
2016: Mo Farah ·
2020: Joshua Cheptegei ·
2024: Jakob Ingebrigtsen
- World Athletics: 14351216
- International Standard Name Identifier: 0000 0001 1995 7708
- Library of Congress Control Number: no2011078752
- Museum of New Zealand Te Papa Tongarewa: 44362
- Virtual International Authority File: 170978878
- WorldCat: E39PBJjHcY7vRWdfjTKfhyd4v3